# Хоуп Вали (Роуд Ајланд)
Хоуп Вали (енгл. Hope Valley) насељено је место без административног статуса у америчкој савезној држави Роуд Ајланд.

## Демографија
По попису из 2010. године број становника је 1.612, што је 37 (-2,2%) становника мање него 2000. године.
| Група             | 2000.         | 2010.         |
| Белци             | 1.593 (96,6%) | 1.550 (96,2%) |
| Афроамериканци    | 12 (0,7%)     | 3 (0,2%)      |
| Азијати           | 3 (0,2%)      | 2 (0,1%)      |
| Хиспаноамериканци | 11 (0,7%)     | 19 (1,2%)     |
| Укупно            | 1.649         | 1.612         |